# Walserduits
Het Walserduits (Duits: Walliserdeutsch) is een Hoogstalemannische taal die wordt gesproken door het volk Walser. De taal wordt in Zwitserland, Italië, Oostenrijk en Liechtenstein gesproken.